# Comunidades Europeias

A CE em 1990

As Comunidades Europeias são duas organizações internacionais (eram três até à extinção da Comunidade Europeia do Carvão e do Aço) de cooperação económica, de infra-estrutura jurídica e funcional da União Europeia: a Comunidade Europeia (antiga Comunidade Económica Europeia) e a Comunidade Europeia da Energia Atómica. Estas comunidades ajudaram a criar uma forte união económica entre os países membros. A intenção era incentivar a cooperação entre os países europeus, assolados por duas guerras mundiais na primeira metade do século XX, para fomentar assim uma solidariedade entre os estados que garantisse a paz. Todos os países membros formavam parte das três comunidades. Com o Tratado de Fusão (ou Tratado de Bruxelas) de 1965 criar-se-ia um único poder executivo para as três, constituindo o embrião da futura União Europeia.

## As Comunidades

### CECA - Comunidade Europeia do Carvão e do Aço
Foi a primeira comunidade. Criada por seis Estados: Alemanha, França, Itália, Bélgica, Países Baixos e Luxemburgo.
Ocupar-se-ia dos sectores do carvão e aço desses seis países. Foi fundada em 1951, sendo considerada a "semente" da União Europeia por ser a primeira Comunidade Europeia. O tratado de fundação da CECA tinha uma validade de 50 anos, expirando em 2002 e ficando os âmbitos de decisão dentro da actual Comunidade Europeia (herdeira directa da CEE).

### CEE - Comunidade Económica Europeia
A mais importante das três Comunidades Europeias. Foi fundada pelos mesmos membros da CECA, em 1957, por um dos dois Tratados de Roma, uns anos depois de essa comunidade ter demonstrado que era um êxito. Desta vez não se colocou um prazo de validade para o tratado. Nesta nova Comunidade Europeia (a CEE), tratar-se-iam distintos e variados temas, todos económicos, que serviriam para ampliar ainda mais a cooperação dos Estados europeus que quisessem fazer parte dela. Entre algumas das coisas importantes que se fizeram nesta comunidade estão, entre outras coisas, o estabelecimento de um direito alfandegário externo comum, uma política agrícola comum (a PAC), e a criação de instituições para o desenvolvimento económico de todos os países da CEE.
A CEE desapareceu como tal, e passou a chamar-se simplesmente Comunidade Europeia (CE) depois do Tratado de Maastricht de 1992. Nesse mesmo tratado ficou estabelecido que as três Comunidades Europeias, a CECA, a CE (anterior CEE), e a CEEA (ou EURATOM), passariam a fazer parte da nova União Europeia. 
Confunde-se muitas vezes a CEE com a actual CE (Comunidade Europeia), e com a UE (União Europeia), quando na realidade não são exactamente o mesmo (embora a CE seja a herdeira directa da desaparecida CEE, e por sua vez a actual CE seja apenas uma parte da União Europeia).

### CEEA (EURATOM) - Comunidade Europeia da Energia Atómica
A CEEA, ou EURATOM, criou-se no mesmo dia que a CEE, em 1957. Foi a CEEA criada pelo outro Tratado de Fundação Europeia de Roma, e tem como finalidade estabelecer um mercado comum de produtos nucleares, e o desenvolvimento pacífico da energia nuclear entre os seus países membros. De forma igual à CEE, tinham um prazo marcado de anos para a sua existência. Uma vez mais, todos os membros desta outra comunidade (a terceira) também o eram da CECA e da CEE. É possivelmente a menos conhecida das três Comunidades Europeias.
Estas três Comunidades Europeias (CECA, CEE e CEEA ou EURATOM), graças à assinatura dos seus Estados membros do Tratado de Fusão (ou Tratado de Bruxelas) de 1965 tinham um mesmo poder executivo e partilhavam as mesmas instituições e órgãos a partir de então.

## A partir do Tratado de Maastricht
Em 1992, depois da ratificação do Tratado da União Europeia (Tratado de Maastricht), as três comunidades passaram a formar parte desta nova organização supranacional (ou seja, uma organização internacional com carácter político, algo até então nunca visto). De este modo, a nova União Europeia absorveu as três comunidades e as colocou no seio do seu primeiro pilar. O segundo pilar da União Europeia basear-se-ia na segurança e defesa comum, e o terceiro pilar será para a cooperação policial e judicial entre os Estados membros. O segundo e o terceiro pilares criaram-se no mesmo Tratado de Maastricht, e ainda hoje em dia, estão numa fase inicial do seu desenvolvimento.
Dentro da União Europeia há três pilares, e dentro do primeiro estão as duas Comunidades Europeias que ainda sobrevivem: a CE e a EURATOM (ou CEEA), depois do desaparecimento da CECA em 2002.
As Comunidades Europeias foram a base sobre a qual se construiu a actual União Europeia, mas hoje em dia as duas Comunidades restantes só formam um dos três pilares da UE.